# U 229
U 229 war ein deutsches U-Boot vom Typ VII C, das im Zweiten Weltkrieg von der deutschen Kriegsmarine eingesetzt wurde.

## Technische Daten
Der Auftrag für das Boot wurde am 7. Dezember 1940 an die Germaniawerft, Kiel vergeben. Die Kiellegung erfolgte am 3. November 1941, der Stapellauf am 20. August 1942. Die Indienststellung unter Oberleutnant zur See Robert Schetelig fand schließlich am 3. Oktober 1942 statt.

## Geschichte
Das U-Boot gehörte nach seiner Indienststellung am 3. Oktober 1942 bis zum 28. Februar 1943 zur 5. U-Flottille und vom 1. März bis zum 22. September 1943 zur 6. U-Flottille.

### Feindfahrten

#### Erste Feindfahrt
Im Anschluss an die Erprobungsfahrten in der Ostsee unternahm U 229 seine erste Feindfahrt und lief am 20. Februar 1943 aus Kiel, dem Stützpunkt der 5. U-Flottille, aus. Das Boot passierte die GIUK-Lücke zwischen Island und den Färöer-Inseln und wurde im Anschluss am 4. März der U-Bootgruppe Neuland zugeteilt. Am 6. März wurde das Boot zur U-Bootgruppe Ostmark überstellt. Mit dieser Gruppe griff U 229 am 10. März den alliierten Geleitzug SC 121 an und versenkte südöstlich von Kap Farvel den britischen Frachter Nailsea Court und beschädigte den britischen Frachter Coulmore. Die Coulmore wurde später geborgen und konnte weiter eingesetzt werden. Am 11. März wurde U 229 der U-Boot Gruppe Stürmer zugeteilt. Diese Gruppe suchte mit weiteren U-Booten die vom deutschen B-Dienst aufgeklärten alliierten Geleitzüge SC 122 und HX 229. Da U 229 allerdings bei den vorhergegangenen Aktionen bereits alle seine Torpedos bis auf drei verschossen hatte, beschloss die deutsche Führung, das Boot zur Wetterbeobachtung an die Grönländische Südostküste zu entsenden.
Am 5. April konnte U 229 dann dort noch den schwedischen Dampfer Vaalaren aus dem Geleitzug HX 231 versenken, bei dieser Versenkung gab es keine Überlebenden. Das Boot wurde anschließend zurückgerufen und lief am 17. April in St. Nazaire ein.

#### Zweite Feindfahrt
Die zweite Feindfahrt begann am 11. Mai 1943 von St. Nazaire aus. Am 17. Mai wurde das Boot westlich der Biskaya von einem Catalina Flugboot der No. 190. Squadron der RAF angegriffen und beschädigt. Das Boot wurde daraufhin nach Bordeaux zurückbeordert und lief dort am 7. Juni ein.

#### Dritte Feindfahrt
U 229 wurde Anfang August 1943 nach La Pallice verlegt und brach am 31. August zu seiner dritten Feindfahrt auf.  Ab dem 15. September wurde es der U-Boot-Gruppe Leuthen zugeteilt, die auf die gemeinsam reisenden Geleitzüge ONS 18 und ON 202 operierte.

## Verbleib
Bei diesem Einsatz wurde U 229 am 22. September 1943 wiederum bei Kap Farvel in Grönland mittels Wasserbomben, Geschützfeuer und Rammung von dem britischen Zerstörer Keppel versenkt. Alle 50 Besatzungsmitglieder kamen bei der Versenkung ums Leben.